# Kelsea Purchall
Kelsea Purchall (n. 16 martie 1998, Exeter, Anglia, Regatul Unit) este o sportivă ce a reprezentat Regatul Unit al Marii Britanii și al Irlandei de Nord. A participat la Jocurile Olimpice de Tineret din 2016 în care a câștigat o medalie de bronz în proba de bob.

## Participări
Lista de mai jos prezintă principalele competiții la care a participat Kelsea Purchall de-a lungul carierei.
- Jocurile Olimpice de Tineret 2016[1]